# Ferdinandsdorf

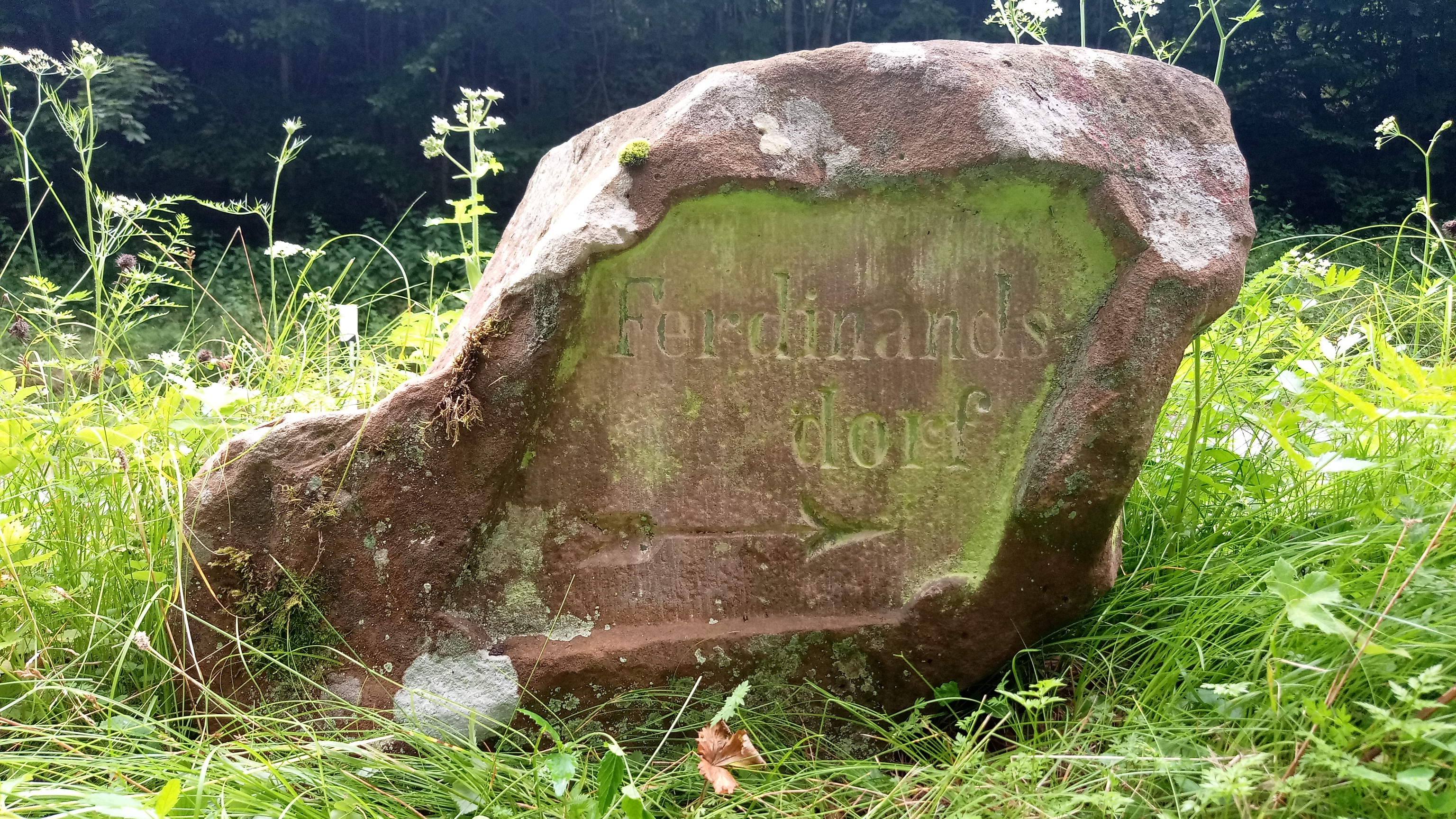
Wegweiserstein zum nicht mehr existierenden Ferdinandsdorf

Ferdinandsdorf ist eine Ortswüstung auf den Gemarkungen der Waldbrunner Ortsteile Mülben und Strümpfelbrunn sowie angrenzend auf dem Mudauer Ortsteil Reisenbach im Neckar-Odenwald-Kreis in Baden-Württemberg. Der aufgegebene Ort, der zu den ärmsten Gemeinden des Großherzogtums Baden zählte, befand sich auf und am Nordhang der Odenwalder Höhenfläche Winterhauch. Von dem um 1850 aufgelösten Doppelweiler – bestehend aus Oberferdinandsdorf (⊙) und Unterferdinandsdorf (⊙) – existieren noch zahlreiche Mauerreste vor allem am Nordhang des Winterhauchs, die zum Landschaftsschutzgebiet „Reisenbachtal“ zählen. Auch sind noch einige Kohlplatten zu identifizieren. Ein Teil der bis zur Auflösung in Ferdinandsdorf verbliebenen Bevölkerung wanderte mit staatlicher Unterstützung nach Amerika aus.

## Geografie
Die Buntsandsteinhochfläche Winterhauch, auf der und an deren Hängen sich Ferdinandsdorf befand, ist im südöstlichen Odenwald zu verorten. Diese Hochfläche um den Katzenbuckel war und ist klimatisch merklich kühler als andere Teile des Odenwaldes. Die Jahresdurchschnittstemperatur liegt heute bei 7–8 °C. Im nahen Neckartal beträgt der Durchschnitt 9–10 °C und südlich von Heidelberg 10–11 °C. Die Gründung und Auflösung Ferdinandsdorfs erfolgten jedoch schon während einer Kleine Eiszeit genannten Periode mit einem im Vergleich zu heute spürbar kälteren Klima. Während der ersten Hälfte des 19. Jahrhunderts lag die Vegetationsperiode auf dem Winterhauch mit 190 bis 200 Tagen zwei Wochen unter der im nördlichen Odenwald und drei Wochen unter der im Rheintal.
Auf der ehemaligen Gemarkung von Ferdinandsdorf herrschen heute Mischwälder vor. Einzelne Bereiche sind mit Nadelwäldern aus Fichten und Kiefern bestanden. Das wenige Grünland liegt fast ausschließlich im Reisenbacher Grund und beim Jagdschloss Max-Wilhelmshöhe.
Oberferdinandsdorf lag auf etwa 530 m, während die Siedlungsteile am Hang auf circa 380 Meter Höhe lagen. Das Tal nördlich von Unterferdinandsdorf wird über den nach Westen fließenden Reisenbach entwässert. Der Höllbach entwässert das südwestlich der ehemaligen Siedlung gelegene Tal Richtung Nordwest. Auf der Hochfläche selbst gibt es keine Fließgewässer im Bereich von Ferdinandsdorf. Die Quellen an den Hängen tröpfeln nach Niederschlägen schon nach kurzer Zeit nur noch. Im Südwesten ist der Ausläufer, auf dem sich Oberferdinandsdorf befand, mit der eigentlichen Hochfläche verbunden. Die Gemarkungen lagen überwiegend auf den nährstoffarmen Lehm- und Tonböden des Buntsandsteinodenwalds. Die enge Talsohle im Reisenbacher Grund und die steilen Hänge des Winterhauchs boten nur wenig Raum für großflächigen Ackerbau. Ferdinandsdorf lag abseits leistungsfähiger Verkehrswege und weit abseits der Handels- und Verwaltungszentren seiner Region.

## Geschichte

### Ursprünge und Entwicklung der Rodungssiedlung Oberferdinandsdorf
Um 1712 vergab Ferdinand Andreas von Wiser, der den Rekatholisierungskurs während seiner Herrschaft verfolgte, auf einem bewaldeten Höhenzug auf dem Territorium seiner Herrschaft Zwingenberg zwei Rodungsbereiche an vier katholische Erstsiedler aus Schloßau, Waldauerbach und Hollerbach in Erbpacht. Diese Ansiedlung wurde nach seinem ersten Vornamen Ferdinandsdorf genannt. Nachdem eine kleine Rodungssiedlung entstanden war, die später – zur besseren Unterscheidung von Unterferdinandsdorf – Oberferdinandsdorf genannt wurde, wuchs diese zunächst nur langsam am Reisenbacher Grund weiter. Oberferdinandsdorf lag nicht nur auf der Hochebene, sondern in Teilen im Tal und hatte einen eigenen Bürgermeister und Gemeinderat. In manchen Quellen wird der im Tal liegende Teil von Oberferdinandsdorf markgräflicher oder Zwingenberger Teil von Unterferdinandsdorf genannt. Graf Wiser erlaubte den Neusiedlern das Sammeln von Laub als Düngung ihrer Felder und Nutzung als Streu in den Stallungen sowie die Waldweide im angrenzenden Wald seiner Herrschaft.

### Ursprünge von Unterferdinandsdorf und das Zusammenwachsen mit Oberferdinandsdorf

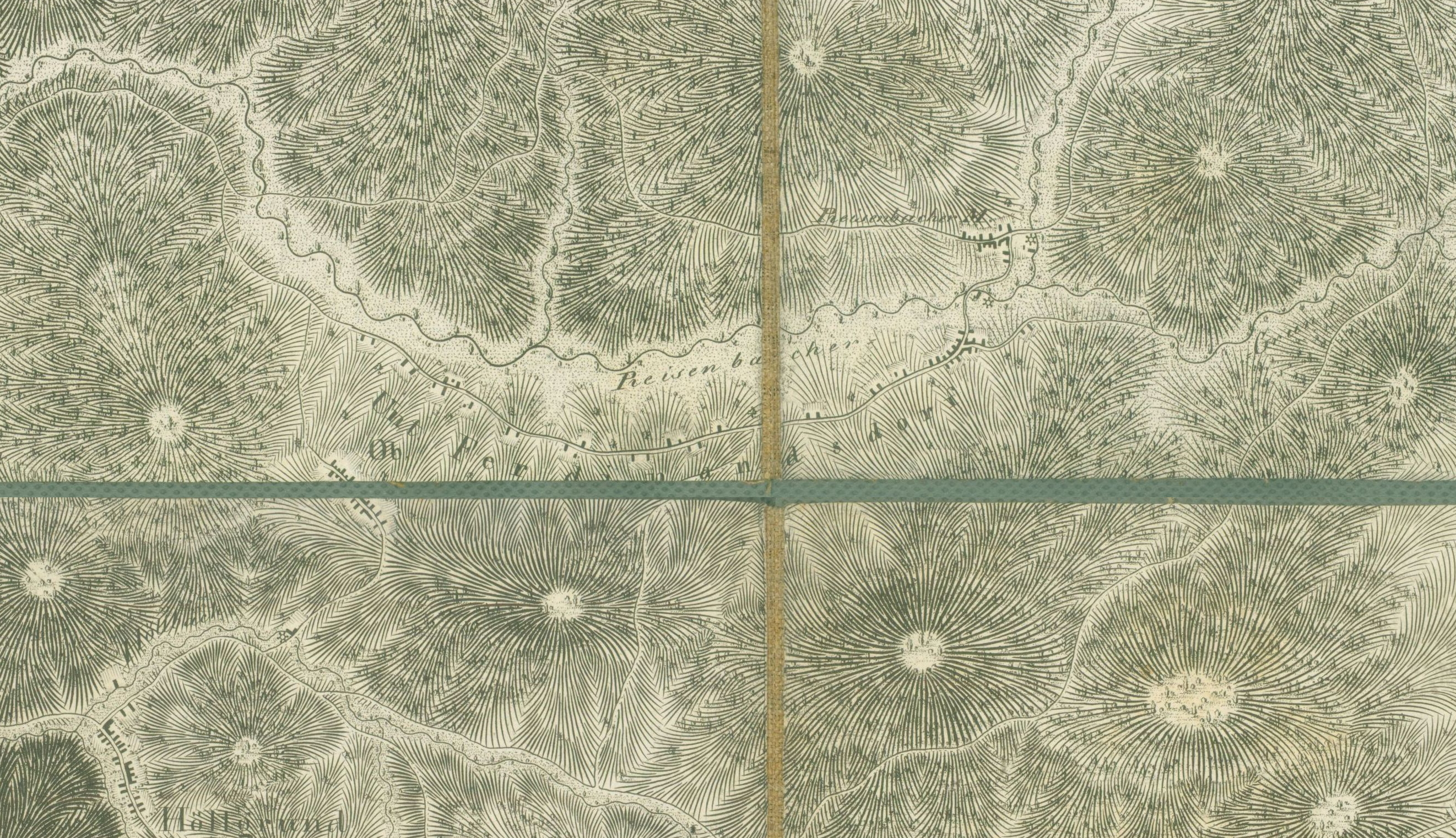
Haas’sche Militärische Situationskarte, dieser Auszug zeigt die Ausdehnung der Doppelsiedlung um 1800

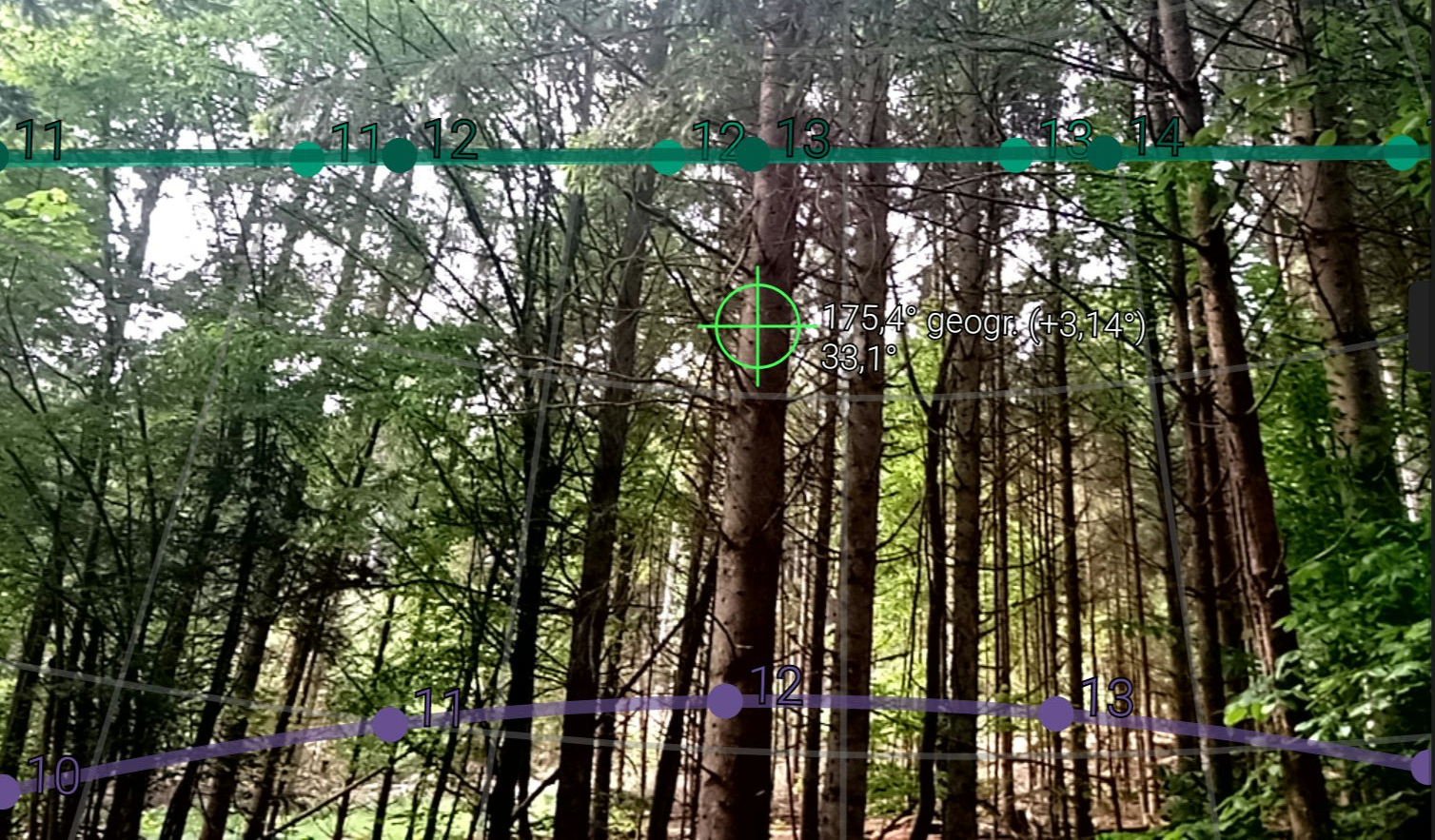
Die Siedlung Unterferdinandsdorf am Nordhang des Winterhauchs war mehrere Monate im Jahr beschattet. In Violett der Sonnenlauf zur Wintersonnenwende, in Grün der Sonnenlauf zu den Tag- und Nachtgleichen

Ab 1780 siedelte die kurpfälzische Hofkammer eigene „Colonisten“ mit einem Stabhalter als Ortsvorsteher im Tal an; so entstand das auch Unterferdinandshof genannte Unterferdinandsdorf, das mit den im Tal gelegenen Teilen von Oberferdinandsdorf zusammenwuchs. Nach Rüdiger Lenz wuchs der im Tal gelegene Teil der Zwingenberger Herrschaft unter Billigung der Kurpfalz über die Grenze hinaus.
Ferdinandsdorf war eine Filiale der katholischen Pfarrgemeinde Strümpfelbrunn. Nur sieben von 252 Einwohnern waren in den 1840er Jahren evangelisch.
Die Voraussetzungen für eine Ortsentwicklung waren ungünstig. Der Ort lag mit über 500 m ü. NHN vergleichsweise hoch auf der Ebene Winterhauch und auf dem dazugehörigen sonnenarmen Nordhang zum Reisenbacher Grund hin, wo es nur spärlich Wasser gab und mangels guter Böden notgedrungen Grenzertragsbau betrieben werden musste, auf denen großer Wildschaden auftrat. Die Lage war recht abgeschieden und die Verkehrsanbindung schlecht, was Handel und Handwerk behinderte. In keinem der beiden Ortsteile gab es eine Allmende. Mit dem Reichsdeputationshauptschluss fiel Ferdinandsdorf an das Fürstentum Leiningen und 1806 durch die Mediatisierung an das vergrößerte Großherzogtum Baden. Die Fürsten von Leiningen behielten die Standesherrschaft über Unterferdinandsdorf. Oberferdinandsdorf hingegen fiel nach einem Zwischenspiel durch die Göler von Ravensburg, der Kurpfalz und den Fürst von Bretzenheim an die Grafen von Hochberg, die späteren Markgrafen von Baden.
Die Standesherrschaften zeigten nie wirkliches Interesse an Ferdinandsdorf. Ein Schulhaus wurde nie gebaut. Seit 1770 verfügte Ferdinandsdorf über einen katholischen Lehrer. Da der Gemeinde die finanziellen Mittel hierzu fehlten, wurde dieser durch die pfälzische geistliche Administration, später nach dem Ende der Kurpfalz teilweise durch das Kloster Lobenfeld besoldet. Der Unterricht und die Unterbringung des Lehrers mussten wechselweise in den kleinen Häusern der Bewohner erfolgen. Die Schule war als Winterschule organisiert, das heißt, es fand nur Unterricht statt, wenn die Arbeitskraft der Kinder nicht bei Aussaat, Ernte etc. benötigt wurde. Erst 1835, eineinhalb Jahrzehnte vor Ferdinandsdorfs Ende, erwarb die Standesherrschaft von Zwingenberg ein Wohnhaus eines auswanderungswilligen Unterferdinandsdorfers und überließ es der Gemeinde als Schulhaus.
Auch eine 1813 beantragte Schankgenehmigung für ein Wirtshaus wurde nie erteilt. Ein vom Oberferdinandsdorfer Bürgermeister Schmidt eingereichtes Konzessionsgesuch wurde mit dem Hinweis abgelehnt, die beigefügte Unterschriftenliste sei gefälscht. Die damals bereits über 40 Jahre andauernde Anwesenheit eines Lehrers konnte den Analphabetismus nicht beseitigen. Die Obrigkeit wusste, dass in Ferdinandsdorf außer dem Lehrer, dem Bürgermeister und der Hebamme kaum jemand schreiben konnte, und nahm dies zum Anlass, ihre Zustimmung zu versagen.
Noch vorhandene Statistiken zur Bevölkerungsstärke sind zum Teil widersprüchlich. So wird in der Geographie und Statistik des Grossherzogthums Baden, nach den neuesten Bestimmungen bis zum 1. März 1820 die Gesamtbevölkerung von Ferdinandsdorf mit 245 beziffert, 1831 wird im Handbuch für alle großherzoglich Badischen Staatsbehörden 247 Einwohner für Ober- und 193 für Unterferdinandsdorf angegeben, 1843 wird in Die Veste Zwingenberg am Neckar – Ihre Geschichte und gegenwärtiger Zustand eine Bevölkerung von 166 genannt. Das Neuestes und gründlichstes alphabetisches Lexicon der sämtlichen Ortschaften der Deutschen Bundesstaaten und Die politischen, Kirchen- und Schulgemeinden des Großherzogthums Baden mit der Seelen- und Bürgerzahl von 1845 geben 1845 237 Einwohner und das Topographisch-statistisch-historisches Lexikon von Deutschland gibt zwei Jahre vor der Auflösung 252 Einwohner an. Möglicherweise wurde hier der Leiningenische Anteil ausgenommen.

### Niedergang von Ferdinandsdorf
Schon 1756 verbot die kurpfälzische Forstbehörde die von Graf Wiser noch geduldete Waldweide des wenigen Viehs und das Laubrechen bei Strafe. Irgendwann konnte die angewachsene Bevölkerung durch die geringen landwirtschaftlichen Anbauflächen kaum noch ernährt werden. Zuverdienstmöglichkeiten im Tagelohn waren aufgrund der Abgeschiedenheit rar und auf die in unmittelbarer Nähe der Siedlung liegenden Dörfer beschränkt. Während des Befreiungskrieges 1813 wurden in Ferdinandsdorf russische Truppen einquartiert. Die zu der Zeit übliche Versorgung der Soldaten und ihrer Pferde sowie Vorspannleistungen sollten Ferdinandsdorf stärker als die finanzkräftigeren Gemeinden der Region belastet haben. Die Leininger Administration vertrat 1806 die Meinung, nicht die in ungünstiger Lage und unter schlechten Voraussetzungen erfolgte Gründung sei schuld an der misslichen Lage der Bevölkerung, sondern diese sei nur durch Freiheitsstrafen und Schanzarbeit sittlich zu bessern. Ab dem Jahr 1816, dem Jahr ohne Sommer, beschleunigte sich der unaufhaltsame Niedergang der Siedlung. Mehrfach musste der Gemeinde mit Lebensmitteln und Saatgut ausgeholfen werden. Ab etwa 1820 (nach anderer Quelle ab 1819) vereinigten sich die beiden Teilorte Ober- und Unterferdinandsdorf zur Gemeinde Ferdinandsdorf. Die Ortsteile hatten ein gemeinsames Gemarkungskataster, obwohl weiterhin zwei Gemarkungen bestanden. Sie führten eine gemeinsame Gemeindeverwaltung, ein Kaufs- und Unterpfandbuch. Abgesehen von wenigen Feuerlöschgeräten besaß die völlig verarmte Gesamtgemeinde kein Eigentum und verfügte weder über eigenen Wald noch über Holzrechte. Der gesamte Gemeindeaufwand musste aus der Staatskasse bestritten werden. Die für Leininger Anteil zuständige Beamtenschaft ließ in dieser Zeit verlautbaren, Unterferdinandsdorf sei so arm, dass die Bevölkerung es aufgegeben habe, die üblichen Tag- und Nachtwachen durchzuführen, da es ohnehin nichts zu stehlen gäbe.
Um das Jahr 1825 kam es zu einer Serie von mutmaßlich auf Eigenbrandstiftung basierenden Bränden in Ferdinandsdorf. Die Hausbesitzer erhielten unter Ausnutzung großzügiger Bestimmungen der badischen Brandversicherung Gelder, die nicht vollständig in den Wiederaufbau flossen.
Am 25. November 1841 wurde der Gemeinderat Georg Peter Nohe schwer verletzt in der Nähe des Ortes von seinem Vater aufgefunden. Ein erbitterter, als roh und gewalttätig geltender Ferdinandsdorfer hatte den als Sachwalter für seine Gant eingesetzten Nohe mit einem Beil schwer am Kopf verletzt. Dieser verstarb am selben Tage. Der Vorfall fand in der Presse anderer deutscher Staaten einiges an Beachtung. Der Täter gestand später, er habe seine Kartoffeln mit Mist düngen wollen, Nohe sei dem entgegengetreten und wollte den Mist verkaufen, worüber er in Rage geraten sei. Ein in der Landespresse veröffentlichter Spendenaufruf erbrachte 246 Gulden 48 Kreuzer für die Hinterbliebenen. Fünfundzwanzig Gulden davon wurden für den Sohn des Täters zurückgelegt, wovon dieser später sein Lehrgeld bezahlen sollte. Vollzogen wurde die Tat, während in Baden noch die Todesstrafe galt. Die Verhandlung wurde erst anberaumt, als die Todesstrafe schon abgeschafft war. Zunächst wurde der Täter nach dem bei der Tat geltenden alten Recht zum Tode verurteilt. Ein höheres Gericht befand, das neue, mildere Recht sei anzuwenden. Die Todesstrafe wurde in eine lebenslange Zuchthausstrafe umgewandelt.
Die Gebäude des Oberferdinandsdorfer Teils auf der Hochebene wurden 1844 abgebrochen und die Grundstücke aufgeforstet. Die Gemeinde bestand jetzt nur noch aus Unterferdinandsdorf und den heute nicht genauer zu bestimmenden Teilen von Oberferdinandsdorf im Tal.
Wenig fruchtbare, felsige Böden und durch Erbteilung für die Ernährung einer Familie zu klein gewordener Grundbesitz führten, vorangetrieben durch klimatische Verhältnisse, zu einer Ernährungskrise, welche 1845 mit dem Auftreten einer Kartoffelfäule in einer Hungersnot im Odenwald mündete. Weit unterdurchschnittliche Ernteerträge ließen die Preise für Kartoffeln und Getreide stark steigen. Die noch aus der Zeit der Befreiungskriege stammenden Schulden vieler Odenwälder Gemeinden und die seit 1831 dazukommenden Zehntablösesummen ließen kaum Armenunterstützung zu. Staatliche Hilfsmaßnahmen griffen erst spät. Die Anzahl umherziehender und durch die Gendarmerie festgenommener Bettler erreichte 1847 einen Höhepunkt. Diese Umstände trafen das unter schlechten Grundbedingungen und abgelegen gegründete Ferdinandsdorf besonders hart. Bereits 1846 wanderte eine erste größere Gruppe der Dorfbewohner bestehend aus sieben Familien mit insgesamt 39 Personen mit Hilfe des Mainzer Adelsvereins nach Texas aus. Hierbei handelte es sich um die Ferdinandsdorfer, die noch nicht vollständig mittellos waren. Bei den zurückgebliebenen Bewohnern häuften sich die Zwangsversteigerungen.
Die Badische Revolution von 1848/49 hatte auf die Ferdinandsdorfer kaum Einfluss. Ein ehemaliger Einwohner, der im Großherzogtum Hessen eine Anstellung als Knecht gefunden hatte, beteiligte sich in Weinheim an der Beschädigung der Eisenbahn. Ziel war es, die Main-Neckar-Eisenbahn so zu blockieren, dass aus Frankfurt mit dem Zug kommende preußische Eingreiftruppen an ihrer Weiterfahrt gehindert werden. Ein Ferdinandsdorfer, der in der badischen Armee als Soldat diente, beteiligte sich an der Abwehr der preußischen Interventionstruppen.

### Auflösung der Gemeinde, Umsiedlung und Auswanderung

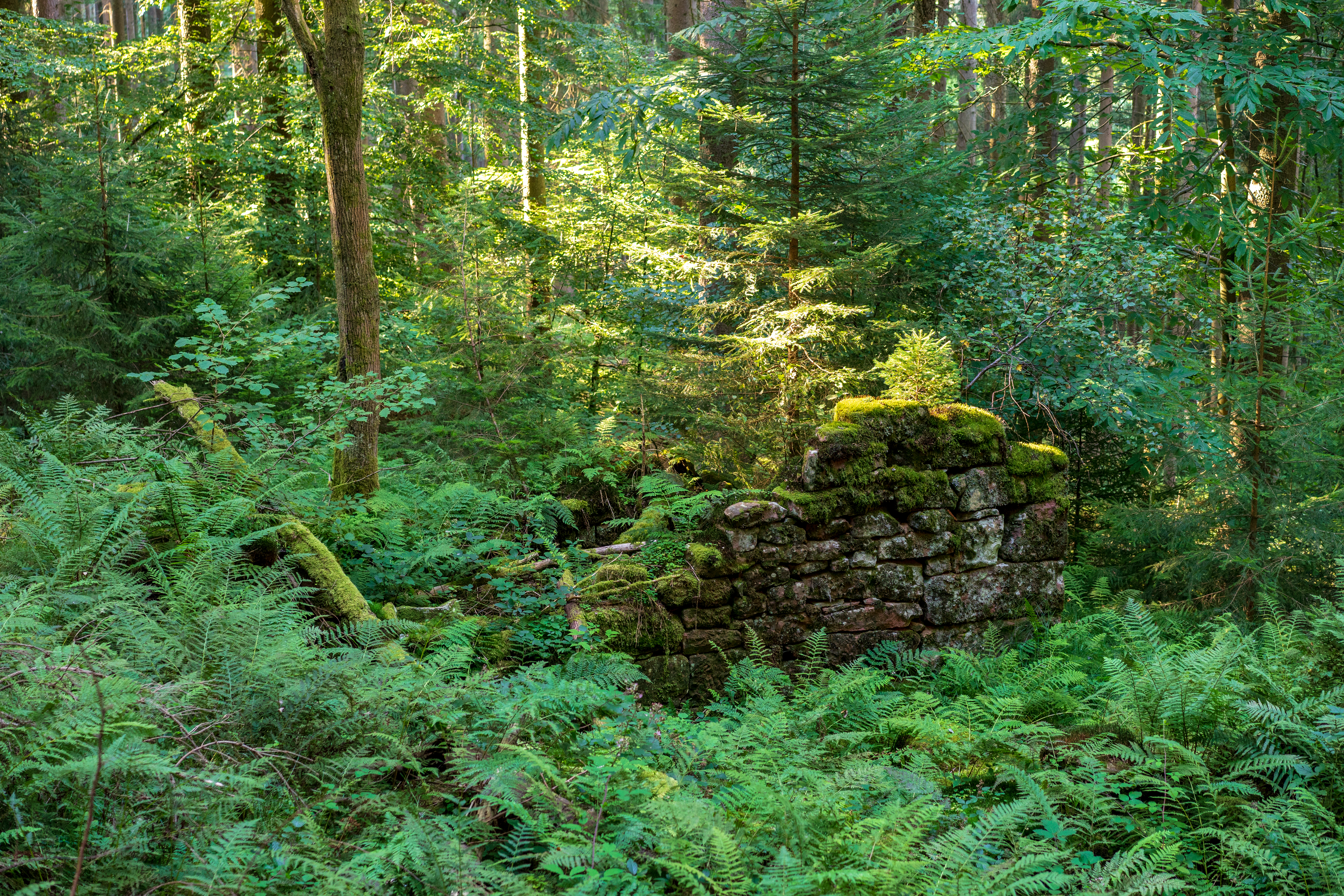
Eine Ferdinandsdorfer Ruine - Bei den abgebildeten Gebäuderesten handelt es sich um das Anwesen des Anton Bühler

Sowohl die Regierung als auch die liberalen Abgeordneten der zweiten Kammer standen der Auswanderung immer kritisch gegenüber. Nun setzte sich die Auffassung durch, die dauerhafte Unterstützung der verarmten Bevölkerung sei auf Dauer teurer als eine staatlich finanzierte Auswanderung. Daraufhin wurde die Bevölkerung zur Auswanderung gedrängt. Die Badische Ständeversammlung stimmte einer Gesetzesvorlage zur Auflösung der Gemeinde Ferdinandsdorf zu. Großherzog Leopold unterschrieb das Gesetz am 28. Dezember 1850. Mit dem Abschluss des Verwaltungsaktes war Ferdinandsdorf noch nicht unbewohnt. Verarmte, auswanderungsunwillige Bürger wurden auf umliegende Ortschaften verteilt. Dieser Versuch, die Ferdinandsdorfer in anderen Gemeinden unterzubringen, gestaltete sich nicht einfach. Keine Gemeinde erklärte sich zunächst dazu bereit. Auswanderungswilligen, etwa einem Drittel der Bevölkerung, wurde mit staatlicher Unterstützung die Auswanderung zusammen mit Rineckern, deren Gemeinde kurz vor Ferdinandsdorf aufgelöst worden war, Tolnaishofern und verarmten Bewohnern weiterer Ortschaften ermöglicht. Die Auswanderer wurden mit warmen Mänteln und außerdem je nach Bedarf mit Schuhen und Hemden, Strümpfen und Kleidern ausgestattet. Noch im Jahr zuvor gab es diese Hilfe für die erste der drei Rinecker Auswanderungsgruppen nicht. Der Agent des Zentralbureaus des badischen Auswanderungsvereins, mit dem ein Beförderungsvertrag vereinbart wurde, schrieb: Einzelne waren barfuß, der größte Teil aber nur leicht und sehr ärmlich gekleidet, so daß sie überall, wo sie auf der Reise nach Bremen hinkamen, Aufsehen und Bedauern erregten und nur mit Mühe in den Wirtshäusern untergebracht werden konnten. Die Reise in die Emigration begann in Eberbach mit Schiffen über Mannheim nach Köln, führte von dort mit der Bahn nach Bremen und schließlich von Bremerhaven mit der „Schiller“ nach New York, wo das Schiff am 22. April 1851 anlangte. In Amerika erhielt noch jedes Familienoberhaupt 20 und jedes Familienmitglied 10 Gulden durch die Konsulen ausgezahlt. Ein Bericht des Amtes Mosbach vom 30. April 1852 über die Ausgewanderten aus den Orten Ferdinandsdorf und Friederichsdorf erwähnt, die Briefe der Leute lauten alle sehr zufrieden. Sie seien in Baltimore, Williamsburg und Albany, sie verdienten sich im Taglohn 14–18 Dollars im Monat, als Handwerker leicht das Doppelte. Dass es ihnen gut gehe, darauf deute schon, dass mehrere von ihnen Geldbeträge von 8–10 Gulden an ihre Zurückgebliebenen geschickt hätten und nicht Einer davon spreche, zurückzukehren.
Die meisten Häuser wurden auf Abriss versteigert. Die abgeschiedene Lage sorgte jedoch dafür, dass heute noch viele Mauerreste an die ehemalige Siedlung erinnern. Im März 1851 bezogen Angehörige der 11. Gendarmeriebrigade mit dem Ziel, Plünderungen und Hausbesetzungen durch Landstreicher zu unterbinden, Quartier in Ferdinandsdorf. Einige wenige besonders renitente Bewohner, welche sich der Umsiedlung widersetzten, wurden von der Gendarmerie unter Anwendung unmittelbaren Zwanges in die ihnen neu zugewiesenen Gemeinden überstellt. Drei Häuser, darunter zum Beispiel die ehemalige Riedsmühle, blieben bestehen. 1861 leben dort noch 25 Erwachsene und neun Kinder unter 14 Jahren. Sie verfügten 1815 über einen Wallach, zwölf Kühe und Kalbinnen, fünf Stück Jungvieh und Kälber, neun Schafe, fünf Schweine, sieben Ziegen und 13 Bienenstöcke. Die verbliebenen Bewohner waren nicht so verarmt wie die nach Amerika ausgewanderten und die auf andere Gemeinden verteilten Bürger von Ferdinandsdorf. 1880 wurden die drei Anwesen mit ihren Bewohnern nach Eberbach eingemeindet. 1970, nach 110 Jahren Zugehörigkeit zu Eberbach, wurde der Rest von Ferdinandsdorf zum unmittelbar angrenzenden, ehemals kurmainzischen Reisenbach bei Mudau umgemeindet und der Name Ferdinandsdorf ist seitdem vollständig getilgt.
Im Wald im Reisenbacher Grund findet man noch einen Gemarkungsgrenzstein (⊙), an der Kreisstraße 3921 zwischen Reisenbach und der Gaimühle/Antonslust findet man noch einen steinernen Wegweiser aus Ferdinandsdorfer Zeit (⊙). Im Wald auf dem Winterhauch erinnert der Name Kirchweg (⊙) an die Strecke, welche die Oberferdinandsdorfer zum Kirchgang nach Strümpfelbrunn und zur Bestattung ihrer Toten nutzten. Am Nordhang verweisen noch der Ortsweg (⊙), an dem heute die meisten Siedlungsreste zu finden sind, und der am Hang darüber verlaufende Rechnersbürgweg (⊙) an die ehemalige Existenz Ferdinandsdorfs.